# Dutchtown (Misuri)
Dutchtown es una villa ubicada en el condado de Cape Girardeau en el estado estadounidense de Misuri. En el Censo de 2010 tenía una población de 94 habitantes y una densidad poblacional de 70,06 personas por km².

## Geografía
Dutchtown se encuentra ubicada en las coordenadas 37°15′3″N 89°39′21″O / 37.25083, -89.65583. Según la Oficina del Censo de los Estados Unidos, Dutchtown tiene una superficie total de 1.34 km², de la cual 1.34 km² corresponden a tierra firme y (0%) 0 km² es agua.

## Demografía
Según el censo de 2010, había 94 personas residiendo en Dutchtown. La densidad de población era de 70,06 hab./km². De los 94 habitantes, Dutchtown estaba compuesto por el 93.62% blancos, el 2.13% eran afroamericanos, el 0% eran amerindios, el 0% eran asiáticos, el 0% eran isleños del Pacífico, el 0% eran de otras razas y el 4.26% pertenecían a dos o más razas. Del total de la población el 0% eran hispanos o latinos de cualquier raza.